# 道浦俊彦
道浦 俊彦（みちうら としひこ、1961年8月26日 - ）は、読売テレビの報道局専門部長、「現代用語の基礎知識」執筆委員、日本新聞協会用語懇談会委員。

## 来歴・人物
三重県上野市（現在の伊賀市）生まれで、後に大阪府で育つが府内の複数の自治体を転居したほか、名古屋市・岩倉市（いずれも愛知県）などで暮らした経験もある。
早稲田大学政治経済学部への進学後は、早稲田大学グリークラブに所属。大学卒業後の1984年に、アナウンサーとして読売テレビに入社した。入社後は、ニュース・情報番組を中心に担当。2008年からは、アナウンス部に籍を置く一方で報道局の副部長を兼務していたが2014年7月の人事異動で現職となり、アナウンス部兼務から解かれた形となった。
「ことば」に関する事情に詳しく、読売テレビでは放送用語マニュアルなどの作成に携わるほか、公式サイト内で「平成ことば事情」というエッセイを8000回以上連載（現在のタイトルは「新・ことば事情」）。全国ネット番組の『情報ライブ　ミヤネ屋』ではアナウンサーとして放送に出ない場合でも、放送用原稿・字幕の校閲スタッフとしてスタッフロールに名を連ねている。また日本語の表現に関する著書を出したり、同局以外のメディアにコメントを寄せたりすることもある。
2006年からは読売テレビでの職務の傍ら、甲南大学の非常勤講師として「マスコミ言語研究I」という講座を担当している。2013年4月9日からは、ニコニコ生放送から月に1回のペースで「道浦俊彦のことばのことばかり」という動画コンテンツをインターネット向けに配信している。
無類のサッカー好きで、「ワールドカップは必ず現地で観ます」と決めている。2006年大会の期間中には、開催国のドイツに滞在した模様を映した動画を、読売テレビの公式サイトから無料で配信していた。

## 過去の担当番組
- ゲツキン!
- ニューススクランブル（ナレーターおよび「平成ことば事情」ナビゲーター）
- 読売新聞ニュース（大阪本社発行版の記事を基に自社制作で平日の夕方に放送）
- 声 あなたと読売テレビ
- 情報ライブ ミヤネ屋（ナレーション・「ヨミ斬りタイムズ」コーナー担当・校閲担当）
- NNN全国ネットニュース内の関西ローカルニュース（かつては『よみうりニュース』という独立番組として放送）
- かんさい情報ネットten!（2009年12月1日） - 三浦隆志の代理

1995年1月17日の阪神・淡路大震災（兵庫県南部地震）発生時には、地震発生直後から『ジパングあさ6』『ズームイン!!朝!』などの日本テレビ発の全国ネット番組に読売テレビ報道フロアから何度も中継出演し第一報を伝えた。

## 著作及び関連する作品
- 『「ことばの雑学」放送局』（2003年、PHP研究所）- 「平成ことば事情」をまとめたもの。
- 『スープのさめない距離は何メートルか』（2007年11月27日、小学館）初の著作となる。
- 『かなりあやしい!?』（2007年11月4日、芳文社） - いのうえさきこ作、道浦が監修を務める。